# Аль-Асаад, Рияд
Рияд Муса аль-Асаад (араб. رياض موسى الأسعد‎, род. 2 февраля 1961, Идлиб, Сирия) — сирийский военный деятель, один из руководителей Свободной сирийской армии. Бывший полковник служил с 1980 по 2011 в ВВС Сирии. В июле 2011 года дезертировал из армии и перешёл на сторону оппозиции.

## Биография
Согласно расследованию ООН, члены семьи Асаада были убиты правительственными силами.
Рияд Муса аль-Асаад был основателем и руководителем Свободной сирийской армии (ССА). Он был вынужден жить в Турции после того, как вооружённые силы Башара Асада начали наступление на север страны.
Живёт вместе с семьёй в турецком городе Рейханлы, где Турция размещает беженцев из Сирии.

### Гражданская война в Сирии
В августе 2012 года в интервью «Голосу России» Асаад подтвердил, что он осуществляет полное руководство Свободной сирийской армией из Турции. Согласно заявлению, сделанному Асаадом в сентябре 2012 года, штаб Свободной сирийской армии был перенесён на территорию Сирии.
По сообщениям телеканала «Аль-Джазира», утром 25 марта 2013 года Рияд Муса аль-Асаад получил тяжёлые ранения в результате покушения в городе Дейр-эз-Зор. В его автомобиль было заложено взрывное устройство. В результате взрыва Рияд потерял правую ногу, был серьезно контужен. Но выжил.
В одном из своих интервью в марте 2020 года призвал Вооружённые силы Российской Федерации уйти из Сирии.